# Cementerio Museo San Pedro
El Cementerio Museo San Pedro es un cementerio y museo ubicado en la ciudad de Medellín en Colombia, fue inaugurado el 22 de diciembre de 1842, nombrado museo en 1998 y declarado Monumento Nacional en 1999 este lugar constituye parte integral del patrimonio cultural y arquitectónico de dicha ciudad. Es administrado por la Fundación Cementerio de San Pedro.
Aunque corresponde a la categoría de obras escultóricas y arquitecturas representativas del arte funerario, el espacio ha comenzado a perfilarse como un nuevo lugar de encuentro para la difusión artística. Se conservan allí colecciones de arte local y nacional y, en las noches de luna llena, se celebran conciertos, espectáculos de narración oral, obras de teatro y danza. Pero, sin duda, lo más significativo lo constituyen los monumentos funerarios levantados en memoria de figuras destacadas de la historia de Colombia.

## Historia
Para el año 1842, en el cual se fundó el Cementerio de San Pedro, la pequeña Villa de la Candelaria de Medellín apenas contaba con 9 mil habitantes y sólo habían transcurrido 16 años desde que comenzó como la nueva capital oficial de Antioquia. Este tiempo se caracteriza por grandes avances en la Villa, tales como el incremento demográfico y el fortalecimiento de importantes grupos económicos, las guerras libradas entre los partidos políticos, la colonización del occidente colombiano, la consolidación del comercio, el nacimiento de la industria, la creación del ferrocarril y la navegación por el río Magdalena, y la gestación de nuevas mentalidades, culturas y valores. Estas circunstancias determinaron el ambiente, desarrollo y crecimiento de la Villa que en 1842 empezaría a generar memorables historias, ideas y pensamientos en un nuevo recinto llamado el Cementerio de San Pedro.En el año en que se fundó San Pedro.
El 8 de julio de 1842, por iniciativa de Pedro Uribe Restrepo se reunieron en junta varios caballeros de las más prestantes familias de la Villa de la Candelaria, y acordaron la fundación de un nuevo cementerio, al ver la carencia de uno digno para sus familias, puesto que el Cementerio de San Lorenzo, que se había fundado en enero de 1828, era el único que existía y, por ello, se hallaba demasiado pequeño para seguir proporcionando el servicio a las familias de Medellín.
Los asociados decidieron comprar un terreno en el camellón de El Llano (hoy Carrera Bolívar) a don José Antonio Muñoz Luján, el lote contaba con 125 varas de largo por 200 varas de ancho y el 30 de septiembre de 1842 se firmó la escritura de compra del terreno para el Cementerio, que se llamaría El Cementerio Nuevo, de Particulares o de San Vicente de Paúl hasta 1871, año en que toma el nombre Cementerio de San Pedro. Siendo los fundadores los miembros de la élite comercial, política e intelectual de la época, se comienza a llamar el cementerio de los ricos’ o la ‘ciudad blanca’ por la gran cantidad de mausoleos y esculturas elaboradas en mármol de Carrara, la mayoría traídos desde Pietrasanta, Italia.

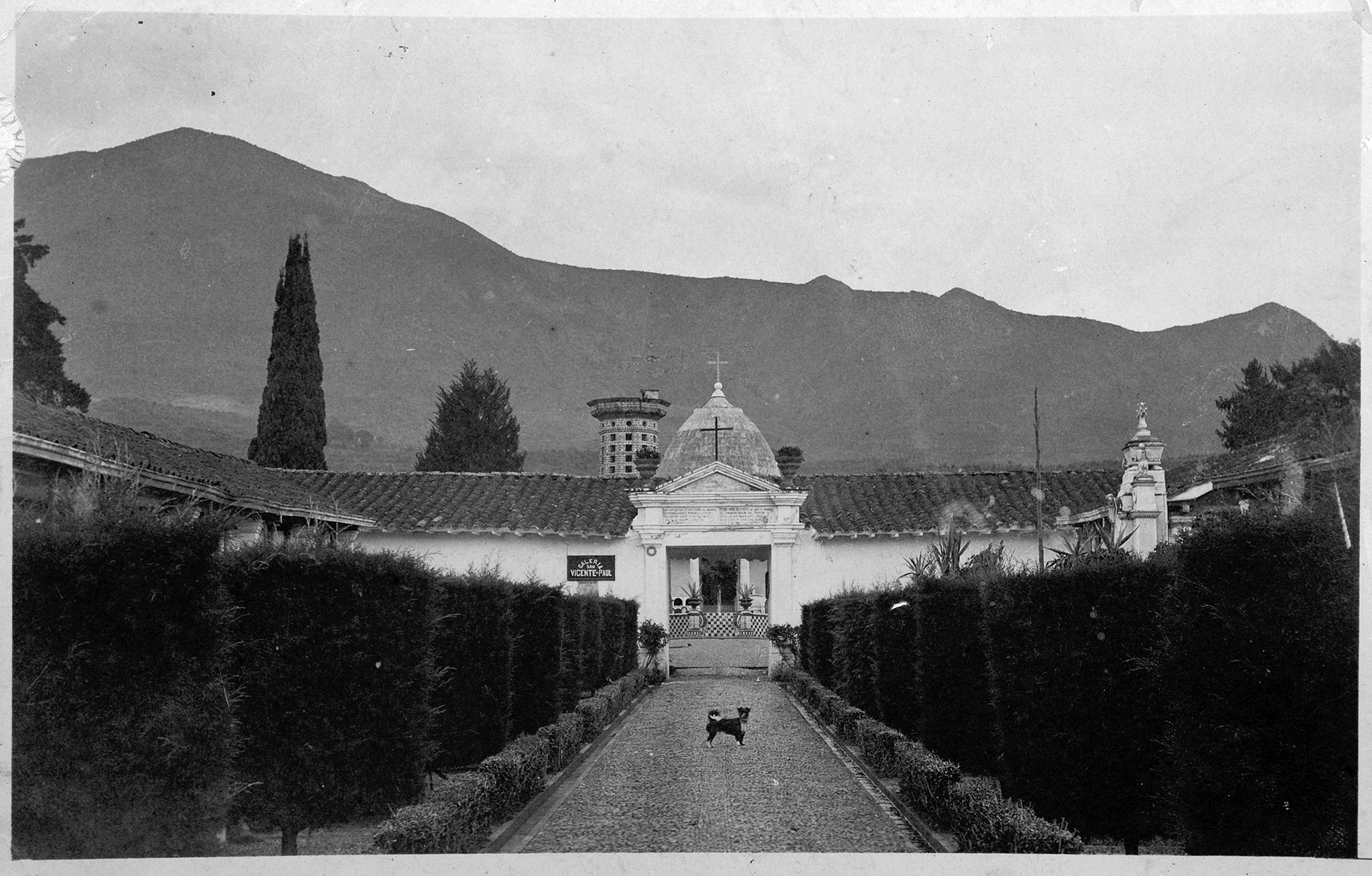
La entrada del cementerio en 1915.

Con el crecimiento y progreso de Medellín, el Cementerio se ve en la necesidad de hacer ampliaciones y reformas para mejorar el servicio, por lo cual se adquieren los terrenos aledaños. La primera galería que se construyó fue la de San Lorenzo sobre el costado suroccidental del patio principal y a partir de este modelo se consolidó todo el territorio con construcciones similares para todo el conjunto. En la década del veinte se llevaron a cabo diversas obras en las que se destaca el levantamiento del plano de construcciones futuras en el patio de San Pedro, proyecto del ingeniero y arquitecto Belga, Agustín Goovaerts. La obra más importante de este proceso de consolidación fue la capilla. 
La capilla que hoy se conserva, fue edificada en 1929. Los detalles que más se destacan de su belleza y majestuosidad, son las tallas en madera en el altar y en el mueble que contiene el órgano, diseñadas por el maestro Luis Eduardo Arenas; el tríptico en la parte inferior y los vitrales con alegorías religiosas a San Lorenzo, San Vicente, San Pablo, San Pedro, La Resurrección, La Sepultura del Señor, La Virgen de los Dolores y la Virgen del Carmen, del maestro antioqueño Rafael Sáenz.
Además de las modificaciones de la capilla, en el patio central del Cementerio, llamado San Pedro Patio, se construyen mausoleos, esculturas y verdaderas obras de arte dignos de representar y recordar personajes ilustres de la historia de Antioquia y Colombia.En estas obras se reproduce la historia de la arquitectura de la ciudad, representan una adopción de lenguajes internacionales donde se plasma la arquitectura del siglo XIX europeo y una muestra de tendencias de cada época, tanto de estilos, como de materiales, ornamentaciones y técnicas. Entre estos, se ven reflejados en el Cementerio, movimientos artísticos como el clásico, renacimiento, romántico, gótico, neoclásico, neogótico hasta la época moderna y la construcción popular; manifestados en tendencias, estilos y materiales representativos de cada movimiento, como son el uso de ladrillo, cal, mármol de Carrara, bronce, concreto y granito gris o rosado. 

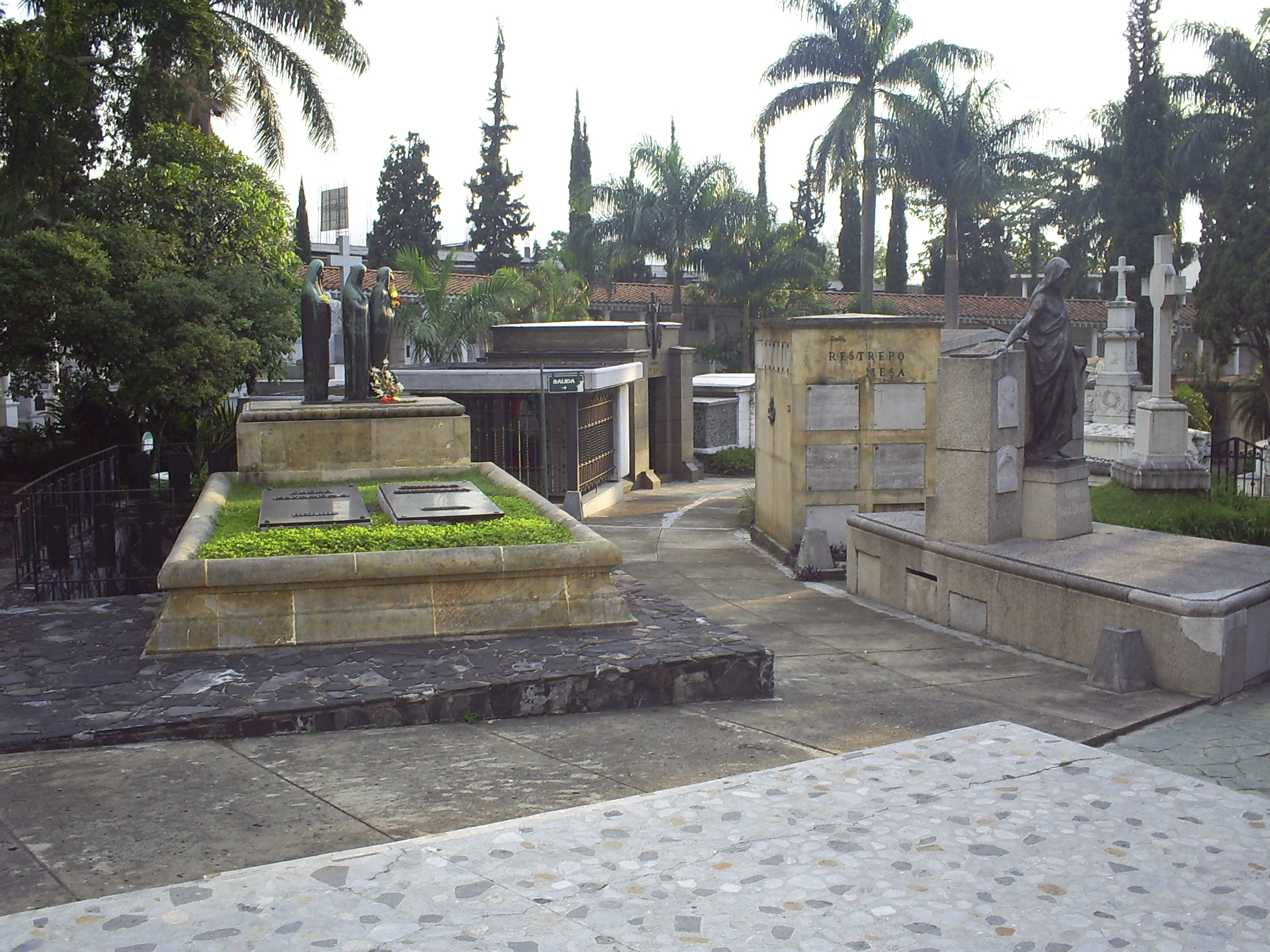
Vista del Museo Cementerio.

La aparición de los cementerios como nuevos equipamientos de la ciudad, reflejan el arte y la arquitectura funeraria que se empiezan a desarrollar y se convierten en el instrumento que representa el sentimiento, el dolor y la memoria de una ciudad que comenzaba a crecer. Los mausoleos con su belleza y majestuosidad, dejaron impregnadas la memoria de aquellos personajes ilustres, políticos, empresarios, próceres y expresidentes de la República de Colombia, promotores de la colonización antioqueña, comerciantes, intelectuales, literatos, artistas, poetas y familias; entre ellos se encuentran: Francisco Antonio Zea, Fidel Cano, Mariano Ospina Rodríguez, Pedro Nel Ospina, Luciano Restrepo Escobar, Pedro Justo Berrío, Carlos Coriolano Amador, José María Sierra, Alejandro Ángel, Efe Gómez, Juan de Dios Uribe, Luis López de Mesa, Félix de Bedout Moreno, Manuel Uribe Ángel, Marceliano Vélez, Pedro Estrado, Luis Eduardo Yepes, María Cano, Jorge Isaacs, Francisco Antonio Cano, Marco Tobón Mejía, Bernardo Vieco Ortiz, Jorge Marín Vieco, Pedro Nel Gómez, Constantino Carvajal, Rafael Sáenz, Jorge Franco Vélez, Ana Fabricia Córdoba, Nicanor Restrepo Santamaría, Ramón Vásquez, Elkin Ramírez, Jota Mario Valencia. La Familia Uribe Uribe (Jesús María Uribe Vallejo y María Teresa Uribe Quijano), (entre otros.
También el famoso cantante Carlos Gardel estuvo enterrado allí, entre junio y diciembre de 1935, previo a su repatriación a Buenos Aires.

### Reconocimiento como museo
Entre 1996 y 1997 se realizó un diagnóstico e investigación, el resultado de esta evaluación definió la necesidad de buscar mecanismos de protección para una obra que presentaba un alto grado de deterioro, en 1997 se solicitó a Colcultura institución transformada hoy en el Ministerio de Cultura, la declaratoria del Cementerio de San Pedro como Bien de Interés cultural de carácter Nacional, nombramiento que permitiría asegurar su existencia con el paso del tiempo, además de establecer políticas de manejo de acuerdo a lo expuesto en la Ley 397 de 1997 para los inmuebles declarados patrimonio de la Nación. El Cementerio de San Pedro obtiene la declaratoria el 5 de agosto de 1999.
Paralelo a este trabajo y como mecanismo de dinamización se presentó ante la Red de Museos de Antioquia un proyecto para que el Cementerio fuera reconocido como Museo, bajo la categoría de “Museo de Sitio”, asumir esta nueva connotación significó proponer nuevos modelos de recuperación de espacios de valor patrimonial. El Cementerio es reconocido como nuevo Museo del Departamento de Antioquia el 29 de octubre de 1998 y desde entonces pertenece a la Red. Es primer cementerio en América Latina en ser declarado como Museo y aceptado por el Consejo Internacional de Museos (International Council of Museums) -ICOM-.

## Mausoleos y monumentos funerarios
Los mausoleos se destacan, tanto por sus obras escultóricas como por sus arquitecturas representativas del arte fúnebre, pasando por una gran variedad de movimientos artísticos como el clásico, renacimiento, romántico, neoclásico, neogótico hasta la época moderna y la construcción popular; e igualmente se destacan por ser la última morada de personajes ( y familias),  destacados en la historia tanto local, regional como nacional. Un ejemplo de mausoleo que llama la atención, es el "Ángel del Silencio", en la Plazoleta Central, cuyo ángel guardián, representa y sugiere una actitud de recogimiento en el sitio o última morada terrenal; y el bajo relieve representa, el paso o asunción del alma al cielo.     